# Négro Caraïbe
Négro Caraïbe ou école négro-caraïbe est un mouvement pictural ivoirien impulsé par les artistes martiniquais Serge Hélénon et Louis Laouchez en 1970, en Côte d'Ivoire.
Cherchant à établir un pont entre les origines africaines et le lieu où ces artistes sont nés, il a une grande influence sur les artistes ivoiriens dans leur recherche identitaire ainsi que dans l'utilisation des matières (sable, tissus), l'intégration de l'art abstrait ainsi qu'une forme de minimalisme, notamment sur le groupe vohou-vohou.

## Histoire et démarche
Depuis l'indépendance de la Côte d'Ivoire en 1960, l'art contemporain ivoirien est d'inspiration occidentale, et plus particulièrement française. Comme pour les autres pays africains qui acquièrent leur indépendance aux tournants des années 1960 et 1970, les artistes locaux cherchent une identité propre, un art national, de nouveaux canons de beauté. Les Antillais ressentent cet « appel des racines, la recherche des origines, le ressourcement » et nombreux sont ceux qui partent en Afrique une fois diplômés.

« L’École négro-caraïbe a pour objectif principal l’instauration d’un nouvel état d’esprit dans la sphère caribéenne et plus particulièrement dans la région Martinique, pour tout ce qui concerne la culture et plus singulièrement les arts plastiques.

L’École négro-caraïbe, fidèle à ses soubassements nègres, en appelle à une urgente nécessité morale de mobiliser le monde culturel nègre en particulier dans les Antilles.

Elle appelle au rassemblement des compétences qui touchent aux créations des œuvres de l’esprit, pour tout d’abord exalter et défendre notre identité.

Elle invite à lutter […] pour surmonter et dépasser les incompréhensions qui engluent encore de nos jours, dans l’indécision, la passivité, une bonne partie de ses populations […].

L’École négro-caraïbe déplore l’absence de musée, d’espaces de présentation de productions d’art contemporain, de véritables critiques d’art et le petit nombre de collectionneurs avisés […].

Ses créations seront la résultante des traditions syncrétiques et des expressions directes, révolutionnaires, à même de répondre historiquement à l’universel.

L’École négro-caraïbe œuvre pour un art qui sauvegarde notre identité, qui protège l’individualité, en harmonie avec les différences dans le contexte du temps présent.

Elle a pour but de susciter en permanence une complète transformation plastique qui affirme une présence nouvelle exprimée comme négro-caraïbe au sein des rendez-vous internationaux. »
Parmi eux, trois artistes se distinguent : Serge Hélénon, Louis Laouchez et Mathieu-Jean Gensin (d), dont les deux premiers lancent le mouvement Négro Caraïbe en 1970, cherchant à établir un pont entre le lieu où ils sont nés, la terre d'accueil qu'est la Martinique, et le lieu de leurs origines, la Côte d'Ivoire. Gensin explique : « À la recherche de mes origines, je retrouve la lutte des réalités. Cette nouvelle voie m’a conduit vers le primitivisme de l’art négro-africain ». Hélénon et Laouchez racontent la démarche dans le statement d'une exposition à Paris en 1982 :

« L'École Négro-Caraïbe a été créée par des peintres antillais venus de la Martinique passant par l'Europe et découvrant l'Afrique. Ce départ traduit la recherche de références qui leur sont propres. Il se fait dans un élan instinctif pour déchiffrer, comprendre, ce qui est encore présent de l'Afrique dans les Caraïbes. Pour Serge Hélénon et Louis Laouchez, cet itinéraire est en fait leur expression, dans la différence de l'identité antillaise. Il ne faut surtout pas entendre par École, orientation esthétique. »

Elle veut en revanche éviter tout folklorisme ethnique pour s'affranchir de toute catégorisation préjugée par les Occidentaux. En embrassant le modernisme, l'art abstrait et un certain minimalisme — c'est-à-dire en faisant des emprunts occidentaux —, l'école négro-caraïbe invente un art proche du primitivisme tout en étant éloigne de l'art tribal et en s'inscrivant dans l'avant-garde occidentale. Elle crée une nouvelle démarche qui privilégie les objets récupérés ou les éléments plus primitifs pour leurs supports et matières afin d'étendre le champ de son exploration : écorces, planches de bois, vieilles portes, morceaux de palissade, toiles de jute, sable, tissus, bouts de ficelle, morceaux de fer, clous, boîtes de conserves...),,,,,.
Serge Hélénon est professeur à la nouvellement créée école des Beaux-Arts d'Abidjan, dont il influence grandement les élèves. Parmi eux, certains s'inspirent des expositions du groupe Négro Caraïbe et de leur façon de rechercher des supports et des matières plus primitifs (écorces, toiles de jute, sable, tissus...) et de l'abstraction et créent le groupe vohou-vohou, qui deviendra le plus important mouvement d'art contemporain de Côte d'Ivoire,,. La recherche de celui-ci est également identitaire, en cherchant à se détacher de l'académisme occidental.
Cependant, l'école négro-caraïbe se sépare assez rapidement. Pas totalement intégrés, les Antillais demeurent des Français d'origine africaine mais toujours attachés aux Antilles, où beaucoup reviennent. Gensin est le seul des trois à être resté en Afrique.

## Expositions notables
Le groupe expose jusqu'en 2000 aux Antilles, en France et en Afrique.
- 1970 : première exposition du groupe Négro Caraïbe, au centre culturel français d’Abidjan[14]
- 1975 : exposition Négro Caraïbe organisée par le CMAC[15]
- 1982 : exposition Négro Caraïbe à Paris, où le manifeste de 1970 est rendu public pour la première fois[5]